# Dolichotinae
Los dolichotinos (Dolichotinae) son una subfamilia que componen la familia de roedores conocida como cávidos. Está integrada por algunos géneros extintos —solo conocidos por el registro fósil— y 1 género viviente, cuyas especies habitan en llanuras áridas y semiáridas de la parte sur de Sudamérica y son denominadas comúnmente maras, libres patagónicas, conejos de palo, conejos de las salinas, liebres de los llanos, etc. Su integrante más conocido es la mara (Dolichotis patagonum), de habitual presencia en los zoológicos de todo el mundo.

## Taxonomía

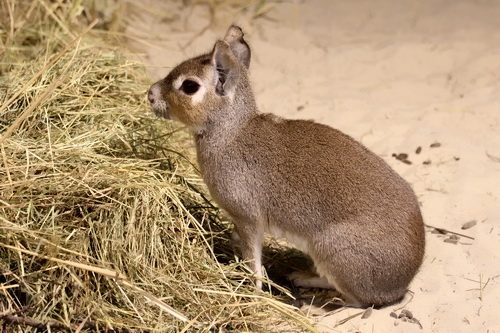
Conejo de palo o mara chaqueña (Dolichotis salinicola).

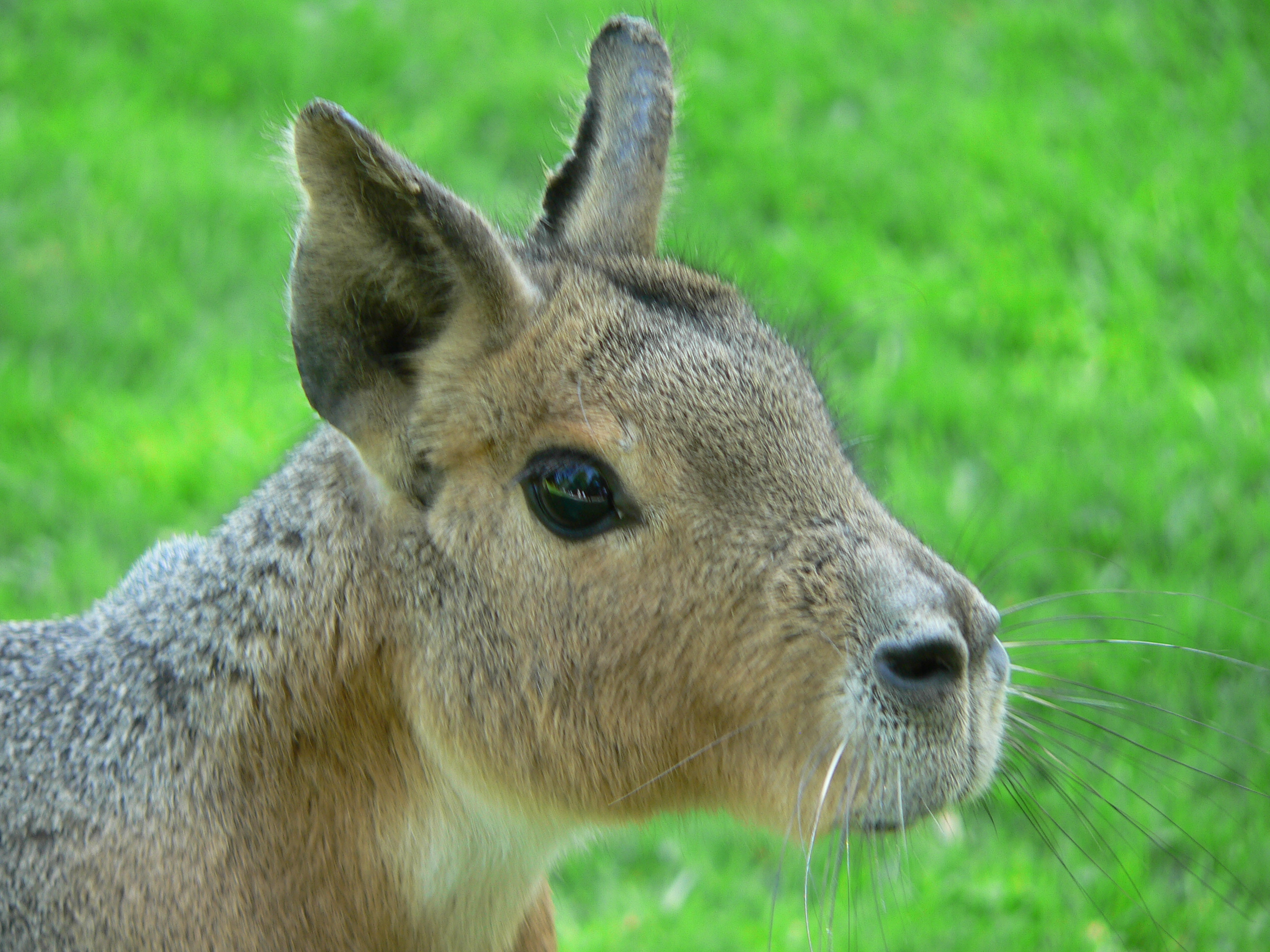
Cabeza de mara patagónica (Dolichotis patagonum).

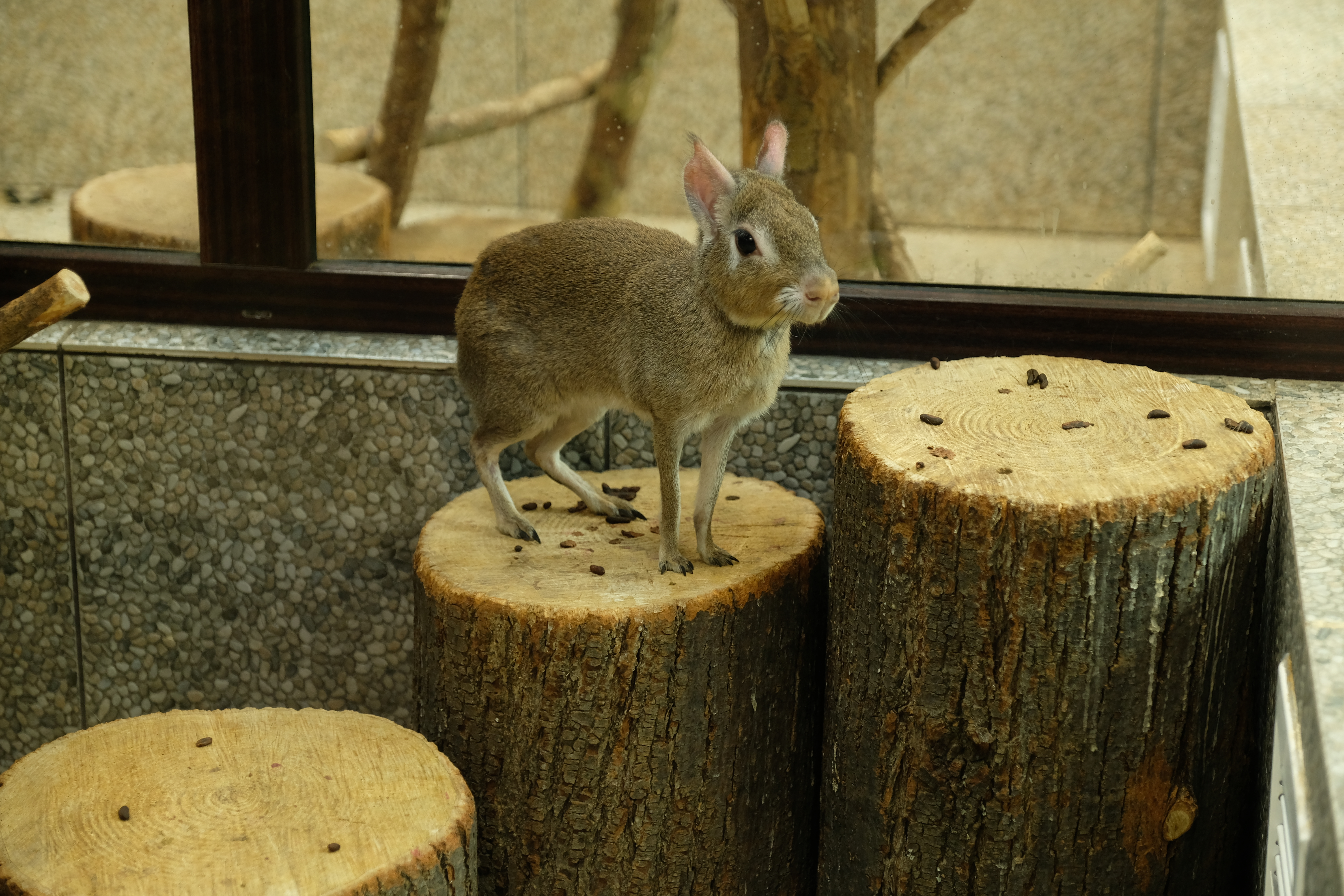
Conejo de palo o mara chaqueña (Dolichotis salinicola).

La subfamilia Dolichotinae fue descrita originalmente en el año 1922 por el zoólogo inglés Reginald Innes Pocock. Su género tipo es Dolichotis, que había sido descrito en el año 1820 por el zoólogo francés Anselme Gaëtan Desmarest, para ubicar en él a la especie Cavia patagonum, descrita en 1780 por el zoólogo, geógrafo y filósofo alemán Eberhard August Wilhelm von Zimmermann.
Etimología
Etimológicamente, el término Dolichotinae deriva del nombre de su género tipo, Dolichotis, el cual se construye con palabras en el idioma griego, en donde: dolichos significa ‘largo’ y ōt, ous, otos, es ‘orejas’.

### Subdivisión
Esta subfamilia está integrada por 1 género viviente y otros creados sobre muestras fósiles:
- Dolichotis Zimmermann, 1780
- † Eodolichotis Walton 1990[4]
- † “Orthomyctera” chapalmalense Ameghino, 1889[5]
- † Pliodolichotis Kraglievich 1927
- † Prodolichotis Kraglievich, 1932[6][7]
- † Rhodanodolichotis Walton 1990[4]

Otros géneros de Caviidae han sido relacionados con esta subfamilia, pero son de taxonomía dudosa por haber sido creados con muestras exiguas o se han fundado sobre material muy fragmentario para diagnosis de taxones de Caviidae, siendo algunos de ellos más concordantes con el concepto de Caviinae.

### Historia taxonómica
Dolichotinae se habría originado durante el Mioceno, presentando su mayor diversidad en el Mioceno tardío (edad mamífero Huayqueriense).
En el año 1914, Orthomyctera fue sinonimizado con Dolichotis por C. Rovereto, pero en 1932 Lucas Kraglievich lo revalidó como entidad genérica propia; posteriormente fue asignado a Dolichotinae por A. Castellanos, Enrique J. Ortega Hinojosa, Rosendo Pascual, D. Gondar y E. P. Tonni. Otros lo incluyen en Caviinae, con excepción de "“Orthomyctera” chapalmalense", que no debe incluirse en este género —como ya lo había sugerido Kraglievich—, ni en Caviinae, al ser un Dolichotinae, afín a Dolichotis.
En el año 1932, Lucas Kraglievich describió Prodolichotis refiriéndole varias especies definidas en base al cráneo y a material de mandíbulas. Aunque el género (al que se le reconocen 6 especies) necesita revisión, exceptuando “Prodolichotis” pridiana (que se cree más próxima a Caviinae), sus especies son incluidas en Dolichotinae, en especial su especie tipo, Prodolichotis prisca, taxón que había sido descrito en 1914 por C. Rovereto incorporándolo en el género Dolichotis.
La separación del clado correspondiente a Prodolichotis respecto a los restantes Dolichotinae ocurrió alrededor de 6,8 Ma. El evento en que ocurrió la disociación entre los linajes que evolucionarían en Dolichotis por un lado y "“Orthomyctera” chapalmalense" por el otro, habría ocurrido durante el Plioceno, con una antigüedad aproximada de 4,2 Ma.
El género Pediolagus fue creado por Carlos A. Marelli para incluir al conejo de palo, el cual había sido descrito como Dolichotis salinicola por Carlos Germán Burmeister en 1875; de manera similar, L. Kraglievich había justificado la distinción entre las dos maras con un nivel supraespecífico, pero no con un género propio sino con la categoría de subgénero de Dolichotis, aunque reclamando prioridad y proponiendo el epíteto Paradolichotis. La diferencia genérica se mantuvo por décadas, pero, atendiendo al grado de diferenciación de ambos taxones, hoy se lo considera solo un subgénero dentro de Dolichotis o un sinónimo de dicho género.
Resultados de estudios filogenéticos moleculares dentro de Caviidae, arrojaron que Dolichotinae está más relacionado con Hydrochoerinae que a Caviinae.

## Características
Poseen un tamaño grande (con promedios de 7 a 8 kg para la mara), cabeza voluminosa y redondeada, ojos grandes, orejas mucho más cortas que las de un conejo pero proporcionalmente más largas que las de otros Cávidos, cola muy corta y pelaje amarillento, pardusco, acanelado o grisáceo. Sus patas son bastante largas —con tarsos bien desarrollados—, adaptadas para huir veloz a la carrera, en tanto que el galope es a saltos, como los lepóridos.
Algunas sinapomorfias de la subfamilia Dolichotinae son: superficie palatina plana, presencia de surco longitudinal opuesto al hipoflexo, el diastema más largo que la longitud de la serie P4-M3, foramen nasolacrimal no apreciable en vista lateral y borde anterior de la fosa mesopterigoidea ubicado entre los prismas del M2. Los miembros de Dolichotinae comparten con los Caviinae el presentar la hendidura posterior interna del M3 con bordes divergentes formando un ángulo menor de 90°.

## Costumbres
Las especies que integran esta subfamilia tienen dietas estrictamente herbívoras, consumiendo hojas, flores, semillas y frutos. Son animales sociales que viven en colonias estructuradas con jerarquías, se alimentan en superficie y buscan refugio en cuevas. No hibernan, manteniendo todo el año una actividad diurna o crepuscular.
Suelen parir de 1 a 3 crías, las que ya nacen con pelaje denso y a las pocas horas pueden correr y tomar alimentos sólidos, aunque son amamantados durante varias semanas. Según la región y la especie, sus crías suelen ser presas habituales de grandes lagartos (Salvator), ofidios, mamíferos carnívoros —como mustélidos y zorros y felinos en general— así como por aves de presa, mientras que los adultos son cazados, entre otros, por el zorro colorado o culpeo (Lycalopex culpaeus), el puma (Puma concolor), el yaguareté (Panthera onca) y la boa de las vizcacheras (Boa constrictor occidentalis).

## Distribución y hábitat
El registro fósil indica que la subfamilia estaba más ampliamente distribuida en el pasado, al exhumarse materiales de la misma, en la Argentina, Colombia, Brasil y Uruguay. Los representantes vivientes se distribuyen desde el sudeste de Bolivia y el oeste del Paraguay, por gran parte de la Argentina, hasta el sur de la Patagonia.
Viven bajo climas semitropicales, templados o templado-fríos, en especial en paisajes abiertos, con arbustos, matorrales y árboles espinosos, en regiones áridas o semiáridas y en altitudes desde el nivel del mar hasta más de 1500 m s. n. m.. Prefieren lugares planos con vegetación raleada, lo que permite una buena visibilidad a distancia de cualquier peligro, por lo que el ganado vacuno puede operar en su favor, al disminuir la cobertura de la vegetación.